# کشتی‌چسب غول‌پیکر بلوط
کشتی‌چسب غول‌پیکر بلوط (به انگلیسی: titan acorn barnacle) یا Megabalanus coccopoma نام یک گونه استوایی از کشتی‌چسب‌ها است که نخستین بار در سال ۱۸۵۴ توسط چارلز داروین مطرح گردید. دامنه بومی آن سواحل اقیانوس آرام آمریکای مرکزی و جنوبی است اما این گونه در حال گسترش دامنه خود به دیگر نقاط جهان است.

## توصیف
کشتی‌چسب غول‌پیکر بلوط یک گونه بزرگ با پولک‌های آهکی است که یک مخروط با شیب‌تند را تشکیل می‌دهد و تا ارتفاع ۵ سانتی‌متر (۲ اینچ) رشد می‌کند. پولک‌ها نرم بوده و به یکدیگر متصل‌اند. این گونه صورتی بوده و توسط شعاع‌های نازک صورتی یا بنفش و کوچک بودن دهانه بالایی آن جدا شده‌است. این گونه در اقیانوس آرام ممکن است با کشتی‌چسب کالیفرنیا (Megabalanus californicus) اشتباه گرفته شود اما آن گونه رنگی تیره‌تر، دهانه‌ای گسترده‌تر و شعاع‌هایی گشادتر میان پولک‌ها دارد.

## توزیع
دامنه طبیعی کشتی‌چسب غول‌پیکر بلوط سواحل آرام آمریکای جنوبی و مرکزی از مزاتلان، سینالوآ در مکزیک تا مرز اکوادور و پرو است. این گونه روی سنگ‌ها و دیگر سطوح از مناطق کم عمق تا عمق حدود ۱۰۰ متر (۳۳۰ پا) در حال رشد یافت شده‌است. سنگواره نمونه‌های این کشتی‌چسب در سنگ‌های متعلق به الیگوسن یافت شده‌اند و این اتفاق در شبه‌جزیره باخا کالیفرنیا در پلیوسن در زمانی رخ داده که این منطقه ۴۸۰ کیلومتر (۳۰۰ مایل) بیشتر به سمت جنوب بوده‌است.

## گسترش دامنه
این گونه دامنه خود را گسترش داده‌است و دلیل این موضوع احتمالاً جامعه رسوبی موجود در بدنه کشتی هاست و این اتفاق در آب‌های بلژیک در سال ۱۹۹۷ ظاهر شده‌است. این گونه هم‌اکنون در سواحل ایالات متحده از کارولینای شمالی تا فلوریدا و در خلیج مکزیک هم موجود است. اولین بار در لوئیزیانا در سال ۲۰۰۲ دیده شد و ظهورش در فلوریدا، جورجیا و کارولینای شمالی و جنوبی در سال ۲۰۰۶ بود. ممکن است این گونه دامنه‌اش را به سمت شمال این ساحل گسترش دهد چرا که دمای بالاتر سطح آب به آن اجازه زندگی و تولید مثل در آن‌جا را می‌دهد. این گونه در جریان زمستان سرد سال‌های ۲۰۰۹–۲۰۱۰ در این منطقه آسیب خورد. این گونه به دنبال رخ دادن یک ال‌نینو در سال‌های ۱۹۸۲–۱۹۸۳ در سن دیگو و در سال ۱۹۸۵ دیده شد. در آن زمان دمای سطح آب بیش از ۴ درجه سانتی‌گراد (۷ درجه فارنهایت) بالاتر از میانگین بود. احتمالاً این گونه برای رسیدن به سن دیگو از قبل در یک یا چند مکان میان دو ناحیه مستقر شده‌است، چون سن دیگو از دامنه شناخته شده آن بسیار دورتر است و احتمال کمی دارد که انتقال لاروها در یک فصل رخ داده باشد. در سال ۲۰۱۰ برای نخستین بار حضور این گونه در آفریقای جنوبی و روی یک بویه نزدیک ورودی بندر دوربان ثبت شد. به نظر می‌رسد که این گونه قبلاً در مکان‌های دیگری از همین ساحل حضور داشته‌است.

## زیست‌شناسی
کشتی‌چسب غول‌پیکر بلوط یک پالیده‌خوار است که پای اصلاح شده خود (cirri) را از دهانه بالای خود به بیرون پرتاب می‌کند تا پلانکتون‌ها را بگیرد. مانند دیگر کشتی‌چسب‌ها، تولید مثل جنسی آن شامل گذر کردن اسپرم از یک لوله بلند و باریک به طرف حفره پوشش کشتی‌چسب همسایه است. لقاح آن داخلی بوده و لاروها پلانکتون هستند. پس از گذشت چندین مرحله در یک دوره حدوداً سه هفته‌ای، آن‌ها مستقر شده و به مرحله دگردیسی وارد می‌شوند. آن‌ها به‌صورت گروهی هستند و تمایل دارند تا در نزدیکی دیگر افراد گونه‌شان روی سنگ‌ها یا دست‌سازه‌های بشری مثل کابل‌ها، بویه‌ها و بخش پایینی قایق‌ها و کشتی‌ها و همچنین روی صدف دوکفه‌ای‌ها مستقر شوند.